# Zagórze (Nowa Huta)
Zagórze – przysiółek wsi Nowa Huta w Polsce, położony w województwie świętokrzyskim, w powiecie kieleckim, w gminie Raków.
W latach 1975–1998 przysiółek należał administracyjnie do województwa kieleckiego.